# 华南碘泡虫
华南碘泡虫（学名：Myxobolus huananensis）为碘泡科碘泡虫属的动物。在中国，分布于广东等，营寄生生活，寄生在鲫的鳃、体表。